# (1725) CrAO
(1725) CrAO ist ein Asteroid des Hauptgürtels, der am 20. September 1930 vom russischen Astronomen Grigori Nikolajewitsch Neuimin in Simejis entdeckt wurde.
Der Name des Asteroiden ist die Abkürzung für das Krim-Observatorium, dem Crimean Astrophysical Observatory, an dessen Einrichtung in Simejis die Entdeckung gelang.